# Xã Toivola, Quận St. Louis, Minnesota
Xã Toivola (tiếng Anh: Toivola Township) là một xã thuộc quận St. Louis, tiểu bang Minnesota, Hoa Kỳ. Năm 2010, dân số của xã này là 170 người.